# Dongu
Dongu är en ort i Mexiko, tillhörande kommunen Chapa de Mota i delstaten Mexiko, i den centrala delen av landet. Orten hade 2 961 invånare vid folkräkningen 2010, och är kommunens tredje största samhälle.